# Brđani Kosa
Brđani Kosa is een plaats in de gemeente Sunja in de Kroatische provincie Sisak-Moslavina. De plaats telt 117 inwoners (2001).